# Kauaha
Kauaha, instrumento musical propio de la cultura de Isla de Pascua (Chile).

## Uso y estructura
El kauaha es un instrumento fabricado de la mandíbula de un equino, disecada de manera natural. La quijada se utiliza golpeándola contra el suelo o contra la palma de la mano. lo que emite el sonido son las piezas de la mandíbula sueltas, que aún permanece actualmente.